# Perloja
Perloja (ryska: Перлоя) är en ort i Litauen. Den ligger i den södra delen av landet, 80 km sydväst om huvudstaden Vilnius. Perloja ligger 109 meter över havet och antalet invånare är 744.
Terrängen runt Perloja är platt. Runt Perloja är det glesbefolkat, med 13 invånare per kvadratkilometer. Närmaste större samhälle är Varėna, 9,7 km öster om Perloja. I omgivningarna runt Perloja växer i huvudsak barrskog.